# Sphyraena viridensis
Sphyraena viridensis, conosciuto comunemente come barracuda boccagialla o come barracuda mediterraneo, è una specie di pesce d'acqua salata appartenente alla famiglia Sphyraenidae.

## Distribuzione e habitat
La Sphyraena viridensis un tempo era circoscritta in un ristretto bacino dell'Atlantico orientale (Capo Verde, Canarie e Azzorre). 

Negli ultimi dieci anni si è avuto un crescente numero di segnalazioni della sua presenza nel Mediterraneo. L'innalzamento della temperatura delle acque del mare nostrum (meridionalizzazione del Mediterraneo) ha infatti creato un ambiente ideale per la specie, che si è velocemente diffusa al punto da venire ormai comunemente indicata come barracuda del Mediterraneo, confondendolo sovente con l'unico altro sfirenide presente nelle nostre acque, il luccio di mare (Sphyraena sphyraena), dal quale però lo differenziano il preopercolo privo di squame, le caratteristiche bande verticali e le dimensioni decisamente maggiori. 

Vive generalmente al largo (è un pesce pelagico) ma si può avvicinare soprattutto alle isole ed ai promontori, presso scogli a picco e coste alte e rocciose. Vive fino a 100 metri di profondità.

## Descrizione

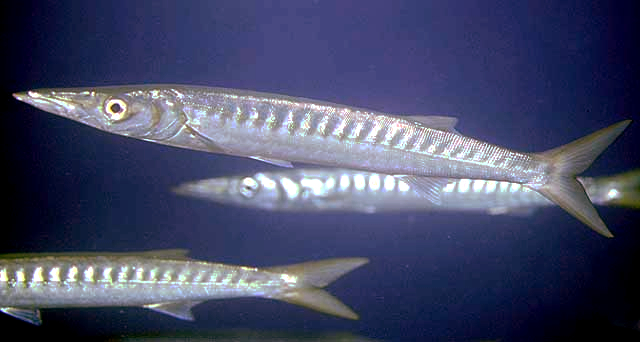
Alcuni esemplari

Ha un corpo molto allungato, di colorazione grigio-bluastra sul dorso e bianco-argentea sul ventre, con caratteristiche bande trasversali scure. Il muso è lungo e appuntito, con la mandibola più lunga della mascella; la bocca è armata di denti molto aguzzi e leggermente ricurvi, presenti anche sul palato. Ha due pinne dorsali, molto distanziate tra loro e la caudale è nettamente incisa e appuntita.
Può raggiungere la lunghezza di 1,30 m. Il peso medio è compreso tra 1 e 3 kg ma alcuni esemplari, specie nell'Atlantico, possono raggiungere i 10–12 kg.

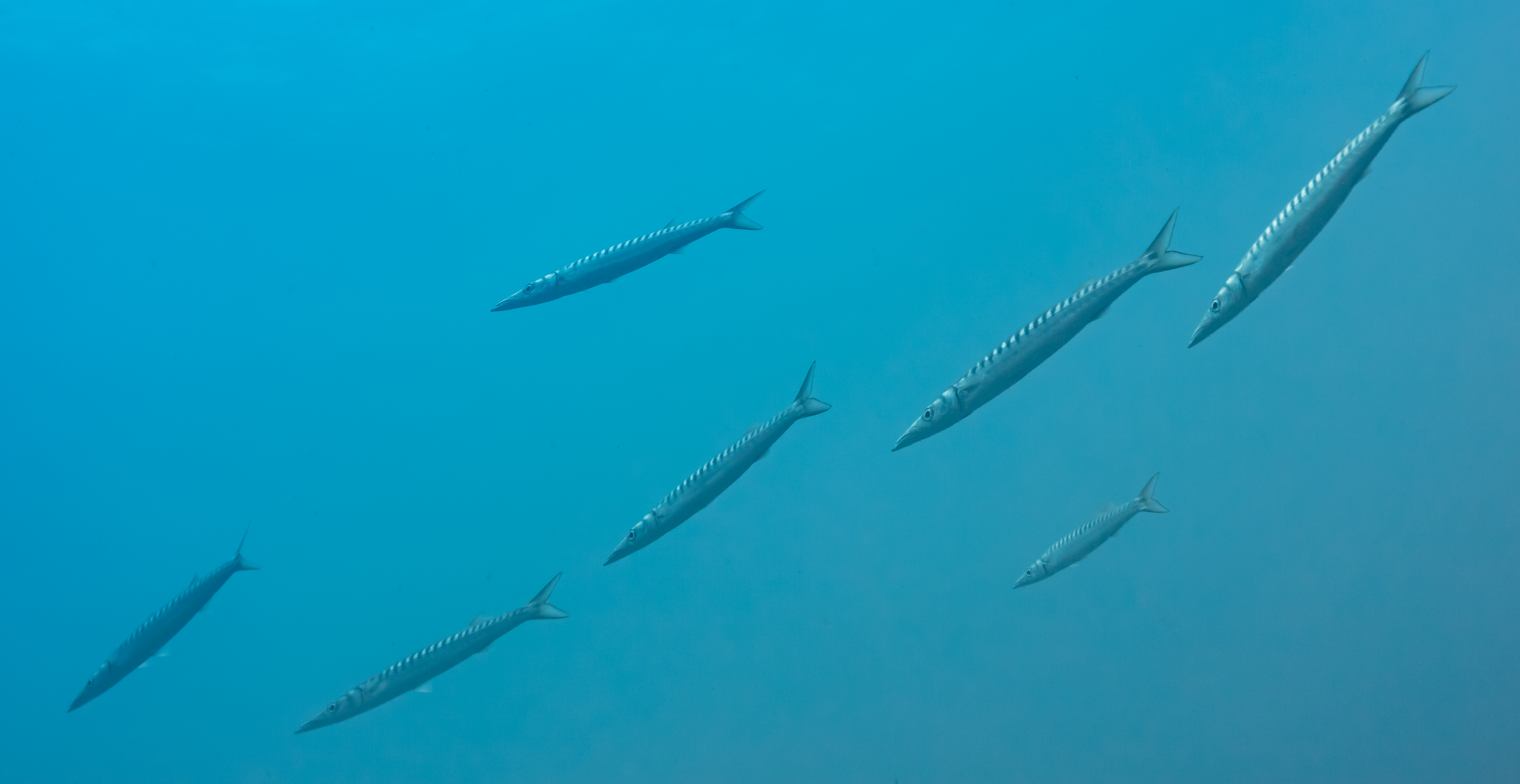
Esemplari dell'Oceano Atlantico.

Questa specie e la Sphyraena sphyraena sono state confuse per anni anche dagli ittiologi per cui non si conoscono bene le differenze tra le due. L'unico metodo certo di distinzione è nel preopercolo, nudo in questa specie e coperto di scaglie nella Sphyraena sphyraena.

## Biologia

### Comportamento
Tende a muoversi in gruppi numerosi, soprattutto durante la fase giovanile, formando banchi che possono contare decine o centinaia di individui. Questo comportamento gregario sembra avere una funzione sia difensiva che predatoria, aumentando l’efficacia nella caccia. Gli esemplari adulti possono talvolta essere osservati anche isolati o in piccoli gruppi. Mostra una notevole agilità e velocità nei movimenti, caratteristiche che sfrutta durante l’inseguimento delle prede.

### Alimentazione
È un carnivoro opportunista, che si nutre prevalentemente di pesci pelagici di piccole e medie dimensioni, come sardine e acciughe. Integra la dieta con cefalopodi (come calamari e seppie) e crostacei. La tecnica di caccia è basata sull’agguato e sulla velocità: sfrutta la sorpresa per avvicinarsi rapidamente alla preda, colpendola con la sua potente mandibola armata di denti acuminati. Può nutrirsi sia durante il giorno che di notte, adattando il comportamento alimentare alle condizioni ambientali e alla disponibilità di cibo.

### Riproduzione
La deposizione delle uova avviene a fine primavera o inizio dell'estate. 

Gli avannotti ricercano ambienti tranquilli e ricchi di alimenti come le foci dei fiumi o le insenature costiere; raggiunti i 5 cm di lunghezza raggiungono il mare aperto.